# Renesse

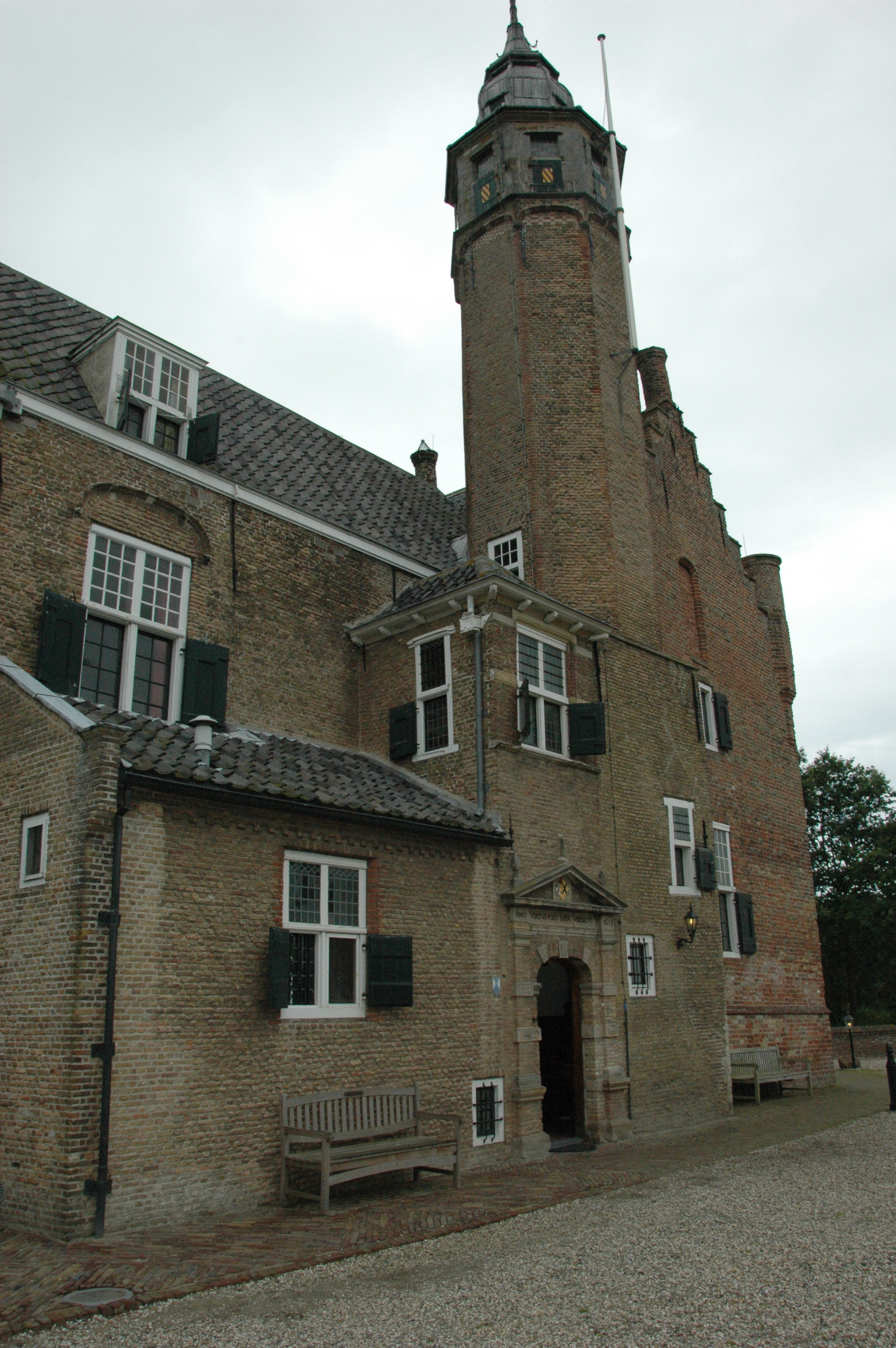
Slot Moermond

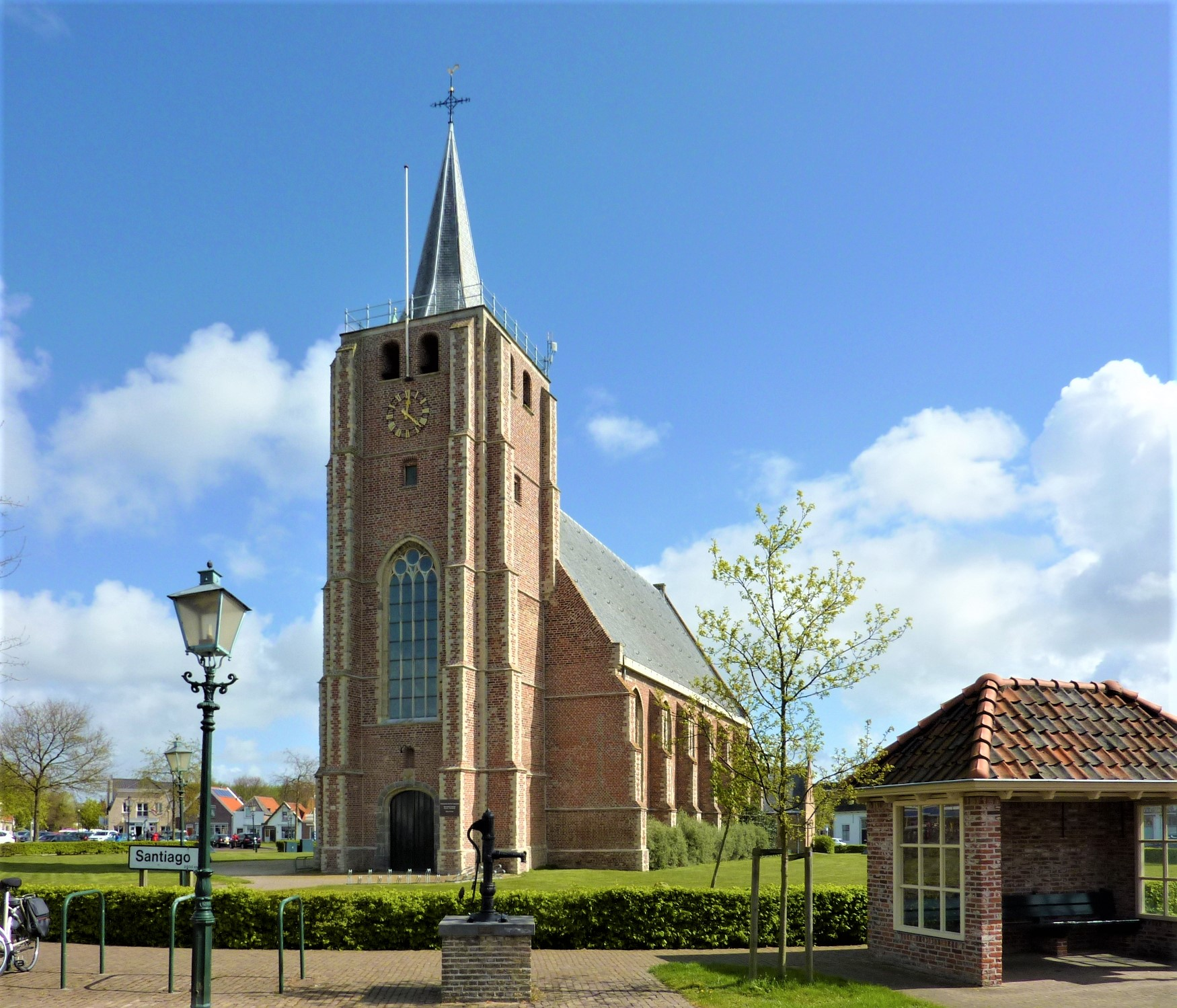
Jacobuskerk

Renesse (Zeeuws: Renisse) is een dorp aan de Kop van Schouwen op Schouwen-Duiveland in de Nederlandse provincie Zeeland. Het had per 1 januari 2023 1.490 inwoners. Tot 1961 was Renesse een zelfstandige gemeente, daarna maakte het tot 1997 deel uit van Westerschouwen.

## Geschiedenis
Renesse wordt voor het eerst genoemd in 1244 als "Riethnesse". Het is afgeleid van riet en neus, wat landtong betekent. De heren van Renesse vormden vroeger een invloedrijk geslacht in Zeeland. In de dertiende eeuw werd te Renesse het Slot Moermond gebouwd. Een van zijn bekendste bewoners was Jan van Renesse. Het huidige gebouw kreeg zijn uitzicht via een restauratie in 1955.
Vanaf het begin van de twintigste eeuw is Renesse een badplaats. In 1915 kreeg het dorp een tramstation, dat na de watersnoodramp van 1953 verdwenen is. Renesse telt 26 rijksmonumenten.
Renesse is een ringdorp met in het midden van de ring de Jacobuskerk, een gotisch gebouw waarvan de toren dateert van voor 1458. Het schip dateert uit de 16e eeuw. In de toren bevindt zich een luidklok van Pieter van Dormen. Binnenin bevindt zich een orgel van de firma Oberling uit 1882, dat in 1938 in bezit kwam van deze kerk. Rondom de ring bevinden zich veel cafés en restaurants.

## Sport en recreatie
Het dorp krijgt in de zomer bezoek van vele toeristen, dankzij de ligging bij de duinen en het strand. Er zijn dan ook vele hotels, pensions en campings. In de zomer gaan er gratis bussen vanaf het transferium naar het strand. Renesse heeft de naam vooral een toeristenplaats voor jongeren te zijn. De laatste jaren is hard gewerkt aan omvorming tot een echte familiebadplaats.
Door deze plaats loopt de Europese wandelroute E9, ter plaatse ook 'Noordzeepad' geheten.
Renesse is ieder jaar het eerste dorp op Schouwen waar acht weken voor Pasen de traditionele Straô plaatsvindt.

## Economie

### Winkelen
Winkels bevinden zich onder andere aan de Reke en de Zoom.
In de zomer is er een weekmarkt op woensdagmorgen van 8:00 tot en met 16:00 uur.

## Verenigingen
Verenigingen in Renesse zijn onder meer:
- Voetbalvereniging SV Renesse (opgeheven)

## Verkeer en vervoer
Renesse is met de auto bereikbaar via de N57, de N651 en de N652. Er zijn tevens busdiensten van Connexxion naar Spijkenisse via Hellevoetsluis (buslijn 104), naar Middelburg (buslijn 133) en naar Oude-Tonge via Zierikzee (buslijn 133).
Om de strandovergangen, de recreatiebedrijven en het centrum van Renesse bereikbaar te houden, beschikt Renesse over een transferium. Op dit grote terrein met 900 parkeerplaatsen kan iedereen gratis parkeren. Het centrum ligt op 500 meter afstand.
Tussen half mei en eind september rijden er speciale zomerbussen genaamd BeachHubs. Reizigers kunnen met de BeachHubs gratis reizen van en naar de verschillende stranden van Renesse en omgeving.
In het Transferiumgebouw zijn er openbare toiletten.

## Geboren in Renesse
- Johannis Oudkerk (1900-1944), verzetsstrijder
- Adriaan Padmos (1919-1944), verzetsstrijder
- Erik Tierolf (1963), kunstschilder
- Bertie Steur (1974), mediapersoonlijkheid (Boer zoekt Vrouw)
- Rutger Bregman (1988), geschiedkundige en opiniemaker